# Ferrari Daytona
Ferrari 365 GTB/4 — автомобиль класса Gran Turismo, более известный под неофициальным названием Ferrari Daytona, производился с 1968 по 1973 год. Был впервые представлен на Парижском автосалоне в 1968 году и заменил 275 GTB/4.

## Название
Неофициальное название Daytona впервые было применено в СМИ, а не компанией Ferrari, хотя по заявлению Феррари название было в честь гонки 24 часа Дайтоны, выигранной Феррари в 1967 году с 330P4.

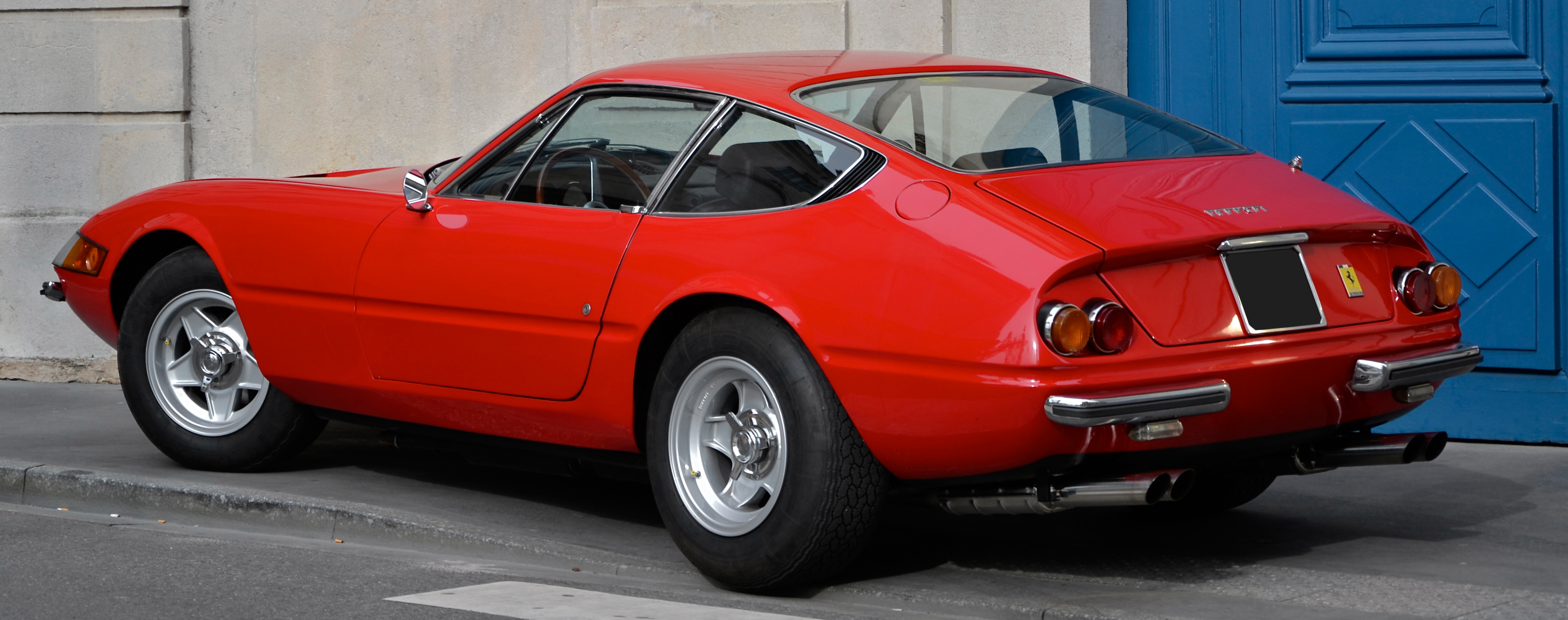
Ferrari 365 Daytona

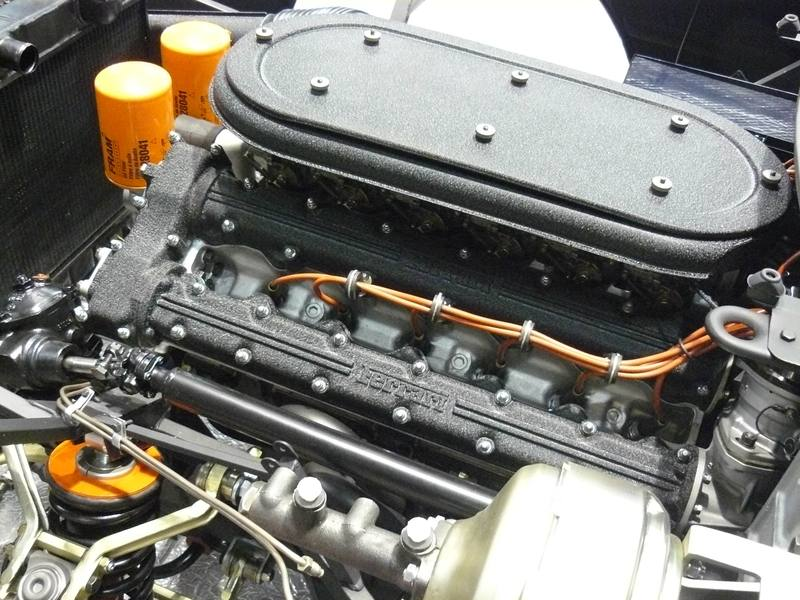
Двигатель Ferrari Tipo 251

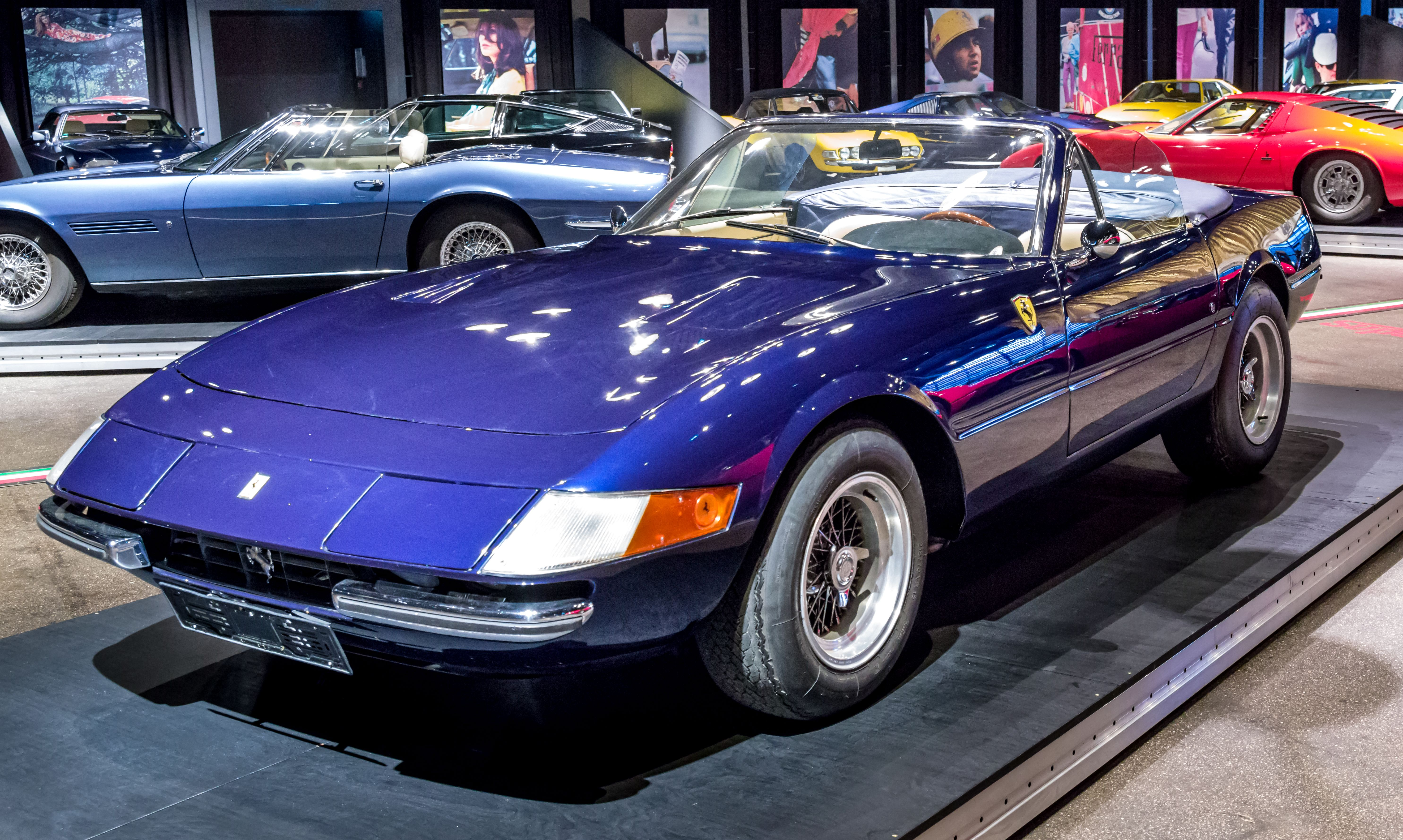
Ferrari 365 GTB-4 Daytona

## Кузов
Модель имела 2 типа кузова: купе 365 GTB/4 (Gran Turismo Berlinetta) и кабриолет 365 GTS/4 (Gran Turismo Spider). По данным «Ferrari club historians» было выпущено 1406 автомобилей. В это количество входят 158 купе с правосторонним рулем, 122 кабриолета (из них 7 с правосторонним рулем), и 15 автомобилей были переделаны Scaglietti в гоночные. Так же в 1969 году было выпущено 3 кабриолета 365 GT Nart Spyder, а в 1974 — тарга 365 GTB/4 NART Spyder Le Mans. Также известна модель 365 GTB/4 Daytona Shooting Break построенная в 1969 году Луиджи Кинетти младшим (сыном Луиджи Кинетти, трехкратного триумфатора 24-х часов ЛеМана, импортера Феррари в Америке). Ввиду сильного рыночного спроса на кабриолеты, многие переделывали купе в кабриолет специально. Поэтому на рынке можно встретить очень много «не настоящих» 365 GTS/4, которые являются 365 GTB/4 «с отрезанной крышей».

## Двигатель
Двигатель, известный как Tipo 251, разрабатывался как V12 Lampredi и использовался в модели 275 GTB/4. Мотор 12-цилиндровый, V-образный, с углом развала цилиндров в 60°. Диаметр цилиндра 81 мм (3.2 дюйма), ход поршня 71 мм (2,8 дюйма), рабочий объём 4390 куб. см. Объём одного цилиндра равен 365 см³ (отсюда и индекс модели). Система газораспределения с двумя верхними распределительными валами, и двумя клапанами на цилиндр (DOHC2). Система питания с помощью шести двухкамерных карбюраторов падающего потока Weber 40DCN 20. Характеристики мотора. Степень сжатия — 9.3:1, мощность ~353лс при 7500 об/мин, крутящий момент ~433 Н·м при 5000 об/мин. На гоночных моделях мощность варьировалась от 400 в 1972 до 450 в 1973. Для американской версии сделали небольшие изменения — степень сжатия была снижена до 8.8:1, и выхлопная система была оснащена большим центральным глушителем. Максимальная скорость была около 280 км/ч (174 миль/ч). Разгон до 97 км/ч (0-60 миль/ч) было всего 5,4 секунды.

## Дизайн
Pininfarina — традиционные дизайнеры машины (диз. Leonardo Fioravanti). Но 365 GTB/4 в корне отличается от предыдущих моделей. Её острый стиль похож на Lamborghini больше, чем традиционный Pininfarina Ferrari. Ранняя Daytona имела фиксированные фары из акрилового стекла и крышки. Эту конструкцию упразднили в 1971 году из-за новых правил безопасности, введённых в США.
В отличие от Lamborghini Miura, Daytona — автомобиль с традиционным передним расположением двигателя и задним приводом.
5-ступенчатая механическая коробка передач была установлена сзади, для оптимального распределения веса, установлена также независимая подвеска с поперечные рычаги и пружинами.
Daytona заменена на 365 GT4 Berlinetta Boxer в 1973 году.

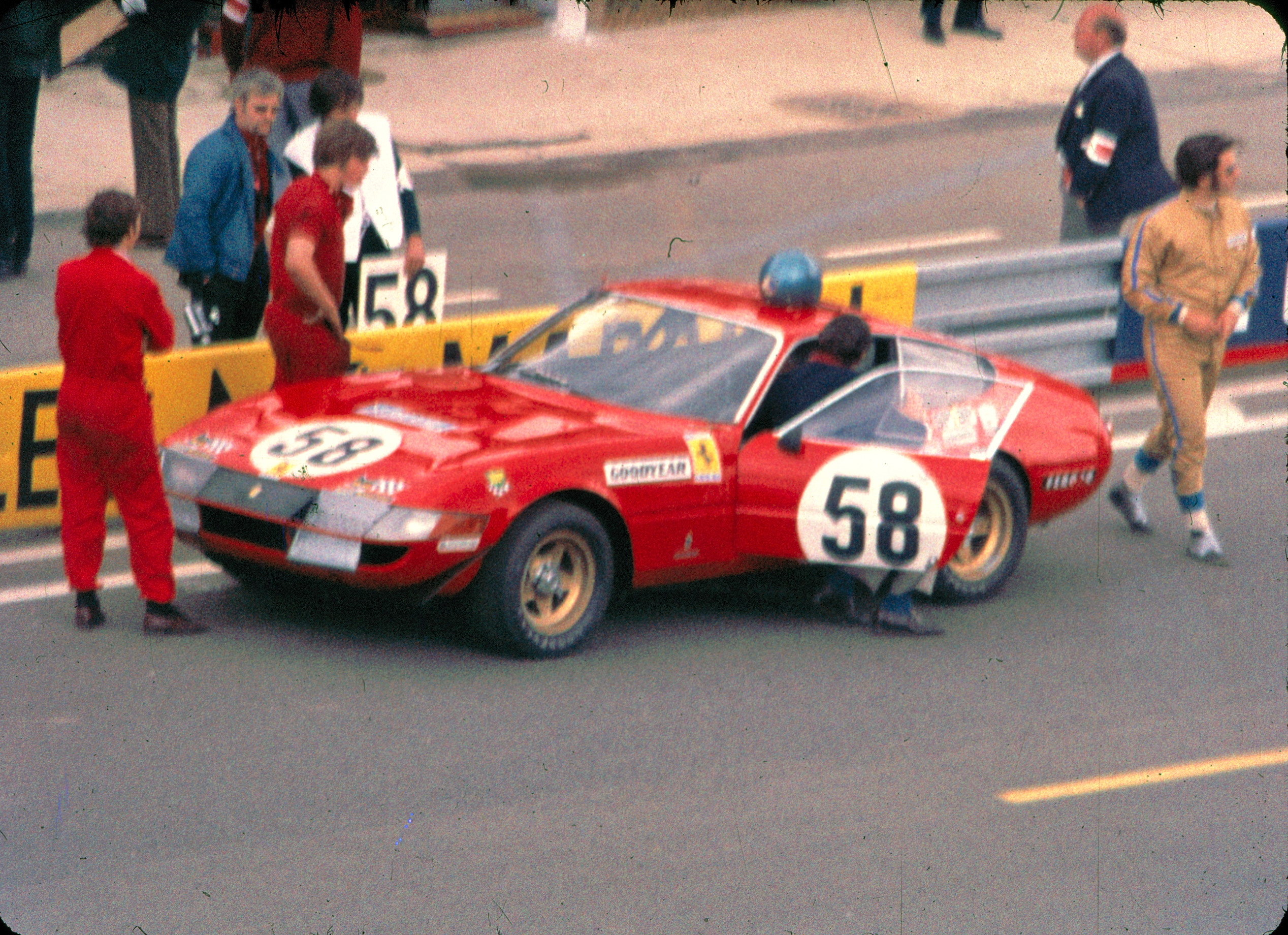
Ferrari 365 GTB 4 в гонке 24 часа Ле-Мана 1971 года

## Автоспорт
365 GTB/4 участвовала во многих гонках. Наверное самая известная команда использовавшая модель — Американская N.A.R.T. (North American Racing Team), выставлявшая 365-ю c 1969 по 1975 года, в чемпионате «Championship for Makes». В этот чемпионат входили этапы на таких трассах как ЛеМан (24 часа), Дайтона (24 часа), Себринг (12 часов), а также 1000 километровые гонки в Монце, Нюрбургринге (Нордшляйфе), Спа, Буэнос-Айрес и др.
В своем классе S5.0 модель была сильна и побеждала в 1971-73 годах. Но в гонках типа ЛеМана или Дайтоны особого успеха не было. Лучшим местом в ЛеМане было 5-е в 1974 году (N.A.R.T.), а лучшим вообще — 2-е в Дайтоне в 1979 (Modena Sports Cars).